# Monacha rothii
Monacha rothii is een slakkensoort uit de familie van de Hygromiidae. De wetenschappelijke naam van de soort is voor het eerst geldig gepubliceerd in 1841 door L. Pfeiffer.